# Víktor Sokolov
Víktor Alekséievitx Sokolov (en rus Виктор Алексеевич Соколов) (Klimovsk, óblast de Moscou, 24 d'abril de 1954) fou un ciclista soviètic, que s'especialitzà en la pista.
En el seu palmarès destaquen una medalla aconseguida als Jocs Olímpics de Mont-real, i una altra al Campionat del Món en pista, totes elles de plata.

## Palmarès en pista
- 1975
  -  Campió de la Unió Soviètica en persecució per equips
- 1976
  -  Medalla de plata als Jocs Olímpics de Mont-real en la prova de persecució per equips, amb Vitali Petrakov, Aleksandr Perov i Vladímir Ossokin
  -  Campió de la Unió Soviètica en persecució per equips